# Głuptaki
Głuptaki, głuptakowate (Sulidae) – rodzina ptaków z rzędu głuptakowych (Suliformes).

## Zasięg występowania
Rodzina obejmuje gatunki oceaniczne zamieszkujące wybrzeża wszystkich kontynentów poza Antarktydą.

## Cechy charakterystyczne
Ptaki te charakteryzują się następującymi cechami:
- długość ciała 66–102 cm
- wysmukła sylwetka
- duża głowa osadzona na grubej szyi
- masywny, prosty dziób
- brak zewnętrznych otworów nosowych (przystosowanie do sposobu polowania)
- w upierzeniu dominuje kolor biały
- ciemne lotki pierwszorzędowe
- dziób, naga skóra u nasady dzioba i stopy, często barwne
- polują pikując do wody z wysokości około 30 m
- potrafią również nurkować z powierzchni wody
- na lądzie poruszają się niezgrabnie
- najczęściej spotyka się je w okolicach wód przybrzeżnych
- gnieżdżą się kolonijnie na wybrzeżu
- zakładają proste gniazdo na drzewie lub na ziemi
- samice znoszą od 1 do 3 jaj
- potomstwem opiekuje się dwójka rodziców

## Systematyka
Głuptaki są taksonem siostrzanym w stosunku do wężówek (Anhingidae) i kormoranów (Phalacrocoracidae). Do rodziny należą następujące rodzaje i gatunki:
- Papasula Olson & Warheit, 1988 – jedynym przedstawicielem jest Papasula abboti (Ridgway, 1893) – głuptak czarnoskrzydły.
- Morus Vieillot, 1816
- Sula Brisson, 1760